# Ельгигитгин
Ельгигитгин — кратерне озеро на Чукотці. Розташоване на Анадирському плоскогор'ї, в Анадирському районі приблизно за 390 кілометрів на північний захід від Анадиру.
- Діаметр озера — близько 12 кілометрів
- глибина в центральній частині 169 м
- максимальна глибина — 175 м;
- площа — 110 км²;
- об'єм — 14,1 км³;
- середня температура близько 3°C
- висота над рівнем моря — 489 м

Озеро являє собою заповнене водою заглиблення земної поверхні, яке утворилося близько 3,6 мільйонів років тому. Основні гіпотези виникнення стверджують, що це або ударний (ця версія отримала найбільше розповсюдження) або вулканічний кратер.
Більшу частину року поверхня озера покрита льодом, в деякі роки він не встигає розтанути навіть літом. Береги озера покрити вічною мерзлотою. В озеро впадає близько 50 приток, з озера витікає річка Енмиваам (притока річки Білої, басейн Анадиря).
В перекладі з чукотської «ельгигитгин» означає «біле», «котре не тане».
Поселення людей поблизу озера практично відсутні, доріг до нього немає.

## Дослідження
Першим озеро описав Сергій Володимирович Обручов в 1930-их роках. У його роботах це озеро називалося Ельгидхин.
У 1950-их роках дослідження проводили співробітники Анадирської мерзлотної станції. Були проведені виміри глибин, виміряна температура, взяті проби води, проведено зйомка берегової лінії озера, відібрані зразки гірських порід з свердловин, зразки донних відкладень озера, проби планктону, контрольні проби озерної води.
У 1980-1990-ті роки на озері працювали фахівці Північно-Східного комплексного НДІ (Магадан). Було опубліковано безліч статей і книг про результати експедицій.
У 1998, 2000, 2003, 2008 і 2009 роках до озера відправлялися міжнародні експедиції: дослідники Інституту геології і геофізики Лейпцизького університету, Інституту полярних і морських досліджень ім. Альфреда Веґенера (Німеччина), Массачусетського і Аляскинского університетів (США), російські вчені з Арктичного і антарктичного НДІ Росгідромету (Санкт-Петербург) і Північно-Східного комплексного НДІ Далекосхідного відділення РАН. У ході експедицій планувалося провести буріння дна з платформ і провести дослідження донних відкладень. Міжнародний проект «Палеоклімат озера Ельгигитгин» фінансується США і Німеччиною.
Донні відкладення озера мають глибину близько 500 м, і є сховищем інформації про умови природного середовища цього регіону за останні 3,5 мільйони років.
В озері Ельгигитгин мешкає довгопера палія Световидова (Salvethymus svetovidovi), вузькоареальний вид риби, описаний в 1990 році, не зустрічається ніде за межами цього озера. З метою його охорони озеро оголошено пам'ятником природи Магаданської області.